# Jun Matsumoto
Jun Matsumoto (松本 潤, Matsumoto Jun) (Toshima, Tòquio, 30 d'agost de 1983), anomenat com Matsujun, és un actor i cantant japonès, membre del grup Arashi. A banda de la seva feina amb Arashi és un reputat actor. Ha tingut una dilatada carrera des de 1997, amb papers des de simples aparicions a protagonistes, amb títols destacats i populars com Kimi Wa Petto o Hana Yori Dango.

## Interpretació

### Sèries de TV
A banda de la seva feina amb Arashi és un reputat actor. Gairebé des de la seva entrada a l'agència Johnny & Associates, Matsumoto va començar a aparèixer a la televisió. Ha tingut una dilatada carrera des de 1997, amb papers des de simples aparicions a protagonistes, amb títols destacats i populars com Gokusen o Hana Yori Dango.
| Any  | Títol                                                        | Cadena | Paper            |
| ---- | ------------------------------------------------------------ | ------ | ---------------- |
| 1997 | Hoken Chousain Shigarami Tarou no Jikenbo                    | TBS    | Shunichi Yoneda  |
| 1997 | Mou Hitotsu no Shinzou                                       | NHK    | Tooru Kitamura   |
| 1997 | Bokura no Yuuki Miman Toshi                                  | NTV    | Mori             |
| 1998 | Suiyou Dorama Hitsuyou no Nai Hito                           | NHK    | Taku Oono        |
| 1999 | Nekketsu Renaidou                                            | NTV    |                  |
| 1999 | Kowai Nichiyoubi                                             | NTV    |                  |
| 1999 | V no Arashi                                                  | FujiTV | Jun Matsumoto    |
| 2001 | Kindaichi Shounen no Jikenbo ~Majutsu Ressha Satsujin Jiken~ | NTV    | Hajime Kindaichi |
| 2001 | Kindaichi Shounen no Jikenbo                                 | NTV    | Hajime Kindaichi |
| 2002 | Gokusen                                                      | NTV    | Shin Sawada      |
| 2003 | Yoiko no Mikata                                              | NTV    | Shin Sawada      |
| 2003 | Gokusen 3-nen D-gumi Sotsugyou SP                            | NTV    | Shin Sawada      |
| 2003 | Kimi wa Petto                                                | TBS    | Momo             |
| 2005 | Propose                                                      | NTV    | Kosuke Sato      |
| 2005 | Hana Yori Dango                                              | TBS    | Tsukasa Domyouji |
| 2006 | Yonimo Kimyona Monogatari Imakiyo-san                        | FujiTV | Takada Kazuo     |
| 2007 | Hana Yori Dango 2                                            | TBS    | Tsukasa Domyouji |
| 2007 | Banbi-no!                                                    | NTV    | Shougo Ban       |
| 2008 | Myuu no Anyo, Papa ni Ageru                                  | NTV    | Hayato Yamaguchi |
| 2009 | Smile                                                        | TBS    | Vito Hayagawa    |
| 2010 | Wagaya no Rekishi                                            | FujiTV | Yame Yoshio      |
| 2010 | Saigo no Yakusoku                                            | FujiTV | Goto Nozumu      |
| 2010 | Kaibutsu-kun                                                 | NTV    |                  |
| 2010 | Natsu no Koi wa Nijiiro ni Kagayaku                          | NTV    | Taiga Kusunoki   |
| 2012 | Lucky Seven                                                  | FujiTV | Shuntaro Tokita  |
| 2013 | Lucky Seven SP                                               | FujiTV | Shuntaro Tokita  |
| 2013 | Hajimaru no Uta                                              | NHK    | Wataru Nakahara  |
| 2014 | Shitsuren Chocolatier                                        | FujiTV | Sota Kayurugi    |

### Films
Com en el cas de la televisió, també va començar amb papers a algunes pel·lícules, en la seva majoria, en companyia d'altres membres del seu grup o de l'agència.
| Any  | Títol                                          | Director           | Paper            |
| ---- | ---------------------------------------------- | ------------------ | ---------------- |
| 1998 | Shinjuku Shounen Tanteidan                     | Masafumi Fuchii    |                  |
| 2002 | Pikanchi LIFE IS HARD Dakedo HAPPY             | Yukihiko Tsutumi   | Bon              |
| 2004 | Pikanchi LIFE IS HARD Dakara HAPPY             | Yukihiko Tsutumi   | Bon              |
| 2005 | Tokyo Tower                                    | Takahashi Minamoto | Koji             |
| 2007 | Boku wa Imouto ni Koi o Suru                   | Mayumi Nishimoto   | Yori Yuuki       |
| 2007 | Kiiroi Namida                                  | Isshin Inudo       | Yuji Katsumada   |
| 2008 | Kakushi Toride no San Akunin THE LAST PRINCESS | Shinji Higuchi     | Musashi          |
| 2008 | Hana Yori Dango Final                          | Yasuharu Ishii     | Tsukasa Domyouji |
| 2013 | Hidamari no Kanojo                             | Miki Takahiro      | Kosuke Okuda     |
| 2014 | Pikanchi LIFE IS HARD Tabun HAPPY              | Yukihiko Tsutumi   | Bon              |